# Modalità promiscua
La modalità promiscua è una modalità di controllo in cui l'interfaccia di rete cablata o wireless fa passare all'unità centrale (CPU) tutto il traffico che può osservare in rete. Nella modalità non promiscua, invece, l'interfaccia di rete lascia passare alla CPU soltanto i messaggi che contengono, nel campo del destinatario, l'indirizzo dell'interfaccia, scartando tutti gli altri messaggi che non le sono destinati.
Questa modalità normalmente è utilizzata durante le operazioni di sniffing dei pacchetti, 
consentendo di ricevere una quantità enorme di pacchetti senza interruzioni. Questa modalità è utile sia per la virtualizzazione hardware che per le reti bridged.
Nelle reti Ethernet IEEE 802, Token Ring IEEE 802.11 e anche in FDDI, ogni trama (frame) contiene un indirizzo di destinazione Media Access Control (MAC address).
Durante la No Mode, quindi quando non si è in modalità promiscua, un'interfaccia di rete (NIC) riceve solo i propri frame, mentre in modalità promiscua, la scheda permette al computer di leggere tutti i frame, anche quelli destinati ad altri computer. Monitor Mode è invece una modalità che permette di ricevere pacchetti anche non essendo connessi a una rete WiFi. In alcuni chip, per avere la modalità promiscua funzionante, occorre abilitare la Monitor Mode.
Molti sistemi operativi richiedono i privilegi di superutente per attivare la modalità promiscua.
Un non-nodo di routing in modalità promiscua può in genere solo monitorare il traffico, da e verso altri nodi all'interno del dominio stesso di trasmissione (per Ethernet e IEEE 802.11) o ad anello (per Token Ring o FDDI).
La modalità promiscua è spesso usata per diagnosticare i problemi di connettività di rete, ci sono programmi che fanno uso di questa funzione per mostrare all'utente tutti i dati che vengono trasferiti attraverso la rete.
Alcuni protocolli di trasferimento dati, come FTP e Telnet possono visualizzare questi dati, quindi agli utenti è consigliato di stare alla larga da certi protocolli insicuri come Telnet e utilizzare protocolli sicuri come SSH.

## Rivelazione
La modalità promiscua può essere utilizzata anche in maniera dannosa per sniffare una rete. È possibile evitare tale comportamento configurando correttamente componenti e strumenti di rete (e.g. il firewall).

## Alcune applicazioni che usano la modalità promiscua
- NetScout sniffer
- OmniPeek
- Capsa per WiFi
- Aircrack-ng
- KisMAC
- AirSnort
- Wireshark
- tcpdump
- Kismet
- VirtualBox
- Cain & Abel
- XLink Kai
- Snort
- Ettercap